# 雅米拉·马哈卓娃
雅米拉·马哈卓娃（Jarmila Machačová，1986年1月9日—），出生於Havlíčkův Brod，捷克女子單車運動員，世錦賽記分賽冠軍。

## 簡歷
2013年，雅米拉·马哈卓娃在白俄羅斯明斯克舉行的世界場地單車錦標賽中，贏得了記分賽冠軍。